# Josef Kleutgen
Josef Wilhelm Carl Kleutgen (gelegentlich Joseph Kleutgen, alias Giuseppe Peters; * 9. April 1811 in Dortmund; † 13. Januar 1883 in St. Anton bei Kaltern, Südtirol) war ein deutscher Theologe und Jesuit. Er gilt als „Vater der Neuscholastik“ und war als wichtiger theologischer Berater des Papstes Pius IX. (1846 – 1878) einer der Männer, die maßgeblich an der Formulierung des Unfehlbarkeitsdogmas beteiligt waren.
Erst nach der Öffnung des Vatikanischen Geheimarchivs für die Forschung stellte sich heraus, dass Kleutgen einer Glaubensgrundsätze verletzenden Mystik verfallen und als Häretiker verurteilt worden war.

## Leben
Im Jahr 1829 schloss Kleutgen das Gymnasium erfolgreich mit dem Abitur ab und begann mit 19 Jahren, an der Ludwig-Maximilians-Universität München Philosophie und Philologie zu studieren. Mit Beginn seines Studiums wurde Kleutgen 1830 Mitglied der liberalen Burschenschaft Germania München. In Folge der Julirevolution kam es auch in München zu Studentenunruhen, deretwegen die Universität geschlossen und alle auswärtigen Studenten ausgewiesen wurden. Kleutgen wurde als Aufrührer verdächtigt und floh nach Jena, wo er 1831 sein Studium fortsetzen wollte und sich der Jenaischen Burschenschaft anschloss. Bereits zu Ostern 1832 wechselte er an die Akademie in Münster, um dort Katholische Theologie, unter anderem bei Theodor Katerkamp, zu studieren. Hier schlug er sich auf die Seite der konservativen Theologen, die die Verbindung von Glaube und moderner Philosophie bekämpften. Stattdessen orientierte er sich an den ewigen Werten des Katholizismus, der theologischen Tradition und des Papsttums. Im darauf folgenden Jahr beendete Kleutgen dieses Studium in Paderborn und trat ins dortige Priesterseminar ein.
Am 28. April 1834 trat Kleutgen dem Jesuitenorden bei, der in Deutschland verboten war, und ging in die Schweiz, wo er am Sitz der für Deutschland zuständigen Ordensprovinz, dem Kollegium Spiritus Sanctus in Brig (Kanton Wallis), sein zweijähriges Noviziat begann. Die Verwendung des Pseudonyms Giuseppe Peters und die Annahme des Schweizer Bürgerrechts sollten ihn vor den preußischen Behörden schützen, die ihn wegen seiner Beteiligung an den Münchner Unruhen vernehmen wollten und auch ankündigten, ihn zum Militärdienst einzuziehen. 1836 wechselte er an das Kollegium St. Michael in Freiburg im Üechtland, wo er Philosophie und Theologie studierte. 1837 empfing er die Priesterweihe.
Von 1841 bis 1843 lehrte er in Brig, bis die Schule verstaatlicht wurde. Ab 1843 ging Kleutgen im Auftrag seines Ordens nach Rom, wo er mehrere Ämter seines Ordens bekleidete. Er wurde Mitarbeiter am Collegium Germanicum und in der Ordensleitung der Jesuiten. Im Rahmen der Revolution von 1848 floh der Papst aus Rom nach Gaeta und Kleutgen musste wie alle anderen Jesuiten untertauchen. Nach der Niederschlagung der Römischen Republik von 1849 und der Rückkehr des Papstes wurde Kleutgen Gutachter der Indexkongegration.
Zwischen 1858 und 1862 wirkte Kleutgen unter dem Ordensgeneral Pierre Jean Beckx als Sekretär im Mutterhaus des Ordens. 1868 verließ Kleutgen Rom wegen Depressionen und zog sich mit Erlaubnis seines Ordens nach Viterbo zurück. Er erhielt aber schon 1869 die Berufung zum Konziltheologen des Jesuiten Walter Steins, Erzbischof von Kalkutta und Mitglied der deutschen Delegation auf dem ersten Vaticanum. Kleutgen war mit Steins und Bischof Konrad Martin nicht nur an den Vorbereitungen beteiligt, sondern auch maßgeblich an der Ausarbeitung von Martins Vorlage für die Konstitutionen De fide catholica und De ecclesia Christi. Auch das Unfehlbarkeitsdogma des Konzils soll maßgeblich durch ihn formuliert worden sein.
Nach der Besetzung Roms durch italienische Truppen im Jahr 1870 floh Kleutgen wieder nach Viterbo, bevor er von 1870 bis 1878 als Prediger und Dozent für Rhetorik in Tirol lebte. Anschließend holte man ihn als Studienpräfekt wieder zurück nach Rom, an die Gregoriana. Für die Enzyklika Aeterni Patris von Papst Leo XIII. schuf Kleutgen die Basis; dies gilt als eine seiner letzten Arbeiten.
1879 erlitt Kleutgen einen Schlaganfall. Ein Genesungsurlaub in Chieri (Piemont) brachte keine Erleichterung, da ihn bereits nach kurzer Zeit ein weiterer Anfall heimsuchte. 1880 gab er alle Tätigkeiten in Rom auf und zog sich 1881 nach Tirol zurück, wo er noch einige Zeit in Innsbruck wirkte. Am 13. Januar 1883 starb er im Alter von 71 Jahren in St. Anton (Gemeinde Kaltern). Anlässlich seines Todes bezeichnete Papst Leo XIII. Kleutgen als „Princeps philosophorum“ („Fürst unter den Philosophen“).
Aus seiner Zeit als Professor sind Konstantin Gutberlet, Franz Seraph Hettinger, Josef Hergenröther und Mathias Joseph Scheeben als seine wichtigsten Schüler zu nennen.

## Wirkung als Theologe
Für die Päpste Pius IX. und Leo XIII. war Kleutgen ein wesentlicher Theoretiker der konservativen Lehre der Neuscholastik. Eine Art Lebensleistung von ihm war das vierbändige Werk Die Theologie der Vorzeit, in dem er von 1853 bis 1870 seine konservative Lehre darstellte. Aus seiner Praxis als Konsultator in der Indexkongregation entwickelte er die Lehre vom „ordentlichen Lehramt“ des Papstes und der Kurie, die dann kulminierte in der Lehre von der „Unfehlbarkeit des Papstes, wenn dieser ex cathedra ein Dogma verkündet“.
Als engagierter Vertreter der Neuscholastik konnte sich Kleutgen neben seine Ordenskollegen, wie Carlo Maria Curci, Carlo Passaglia oder Giovanni Perrone, einreihen. In Deutschland war Kleutgen ein großer Verteidiger der Neuscholastik, deren Basis er u. a. auch in der antiken Philosophie sah. Damit stand Kleutgen gegen die „Modernisten“, wie z. B. seinen ehemaligen Ordenskollegen Anton Günther, aber auch Theologen wie Georg Hermes oder Johann Baptist von Hirscher.

## Klosterskandal und Inquisitionsprozess
Der Kirchenhistoriker Hubert Wolf veröffentlichte 2013 die Geschichte eines Inquisitionsprozesses von 1859 bis 1862 gegen Angehörige des Klosters Sant’Ambrogio della Massima. Daraus geht hervor, dass Kleutgen einer eigenartigen Mystik verfallen war und trotz seiner zölibatären Verpflichtung intensive sexuelle Beziehungen besonders zur Nonne Maria Luisa Ridolfi unterhielt.
Kleutgen war auch in Rom weiterhin unter dem Pseudonym Giuseppe Peters tätig, nur offizielle Dokumente unterzeichnete er seit 1847 wieder mit seinem richtigen Namen. Als Peters war er Beichtvater der in strenger Klausur lebenden Franziskanerinnen des Klosters Sant’Ambrogio della Massima. Die Gründerin des Klosters, die Mystikerin Agnese Firrao, wurde entgegen den kirchlichen Regeln im Kloster als Heilige verehrt.
Im Kloster kam es zu weiteren schwerwiegenden Verletzungen der kirchlichen Disziplin, insbesondere, als die deutsche Fürstin Katharina von Hohenzollern-Sigmaringen als Novizin in das Kloster eingetreten war und die Praktiken hinterfragte. Gegen sie wurden Mordanschläge unternommen, woraufhin ihr Cousin Erzbischof Hohenlohe sie 1859, aufgrund eines Hilferufs, aus dem Kloster befreite. Im Rahmen der Untersuchungen durch die kirchliche römische Inquisition von 1859 bis 1862 wurde die Rolle Kleutgens, als Giuseppe Peters, aufgedeckt. Kleutgen hatte bereits 1848 eine sexuelle Beziehung zu einer Frau unterhalten, mit der er als untergetauchter Jesuit zur Tarnung zusammenlebte. Im Kloster Sant’Ambrogio hatten sowohl er wie einige der Nonnen, insbesondere die Novizenmeisterin des Konvents, Maria Luisa Ridolfi, systematisch die Klausur gebrochen. Mit Ridolfi hatte Kleutgen eine sexuelle Beziehung. Er hatte die unzulässige Verehrung von Agnese Firrao nicht nur geduldet, sondern selbst betrieben und gefördert. Auch an der Verehrung Ridolfis als Heilige hatte er mitgewirkt und ihre Betrügereien rund um angebliche Briefe der Heiligen Maria und die Unterschlagung großer Geldbeträge unterstützt. Er hatte das Beichtgeheimnis vielfach gebrochen und als Beichtvater den Nonnen des Klosters eine (nach Kirchenrecht) rechtswidrige Schweigepflicht über die unzulässigen Vorgänge auferlegt, und nach Auffassung des Gerichts eine Lehre und Moral vertreten, die „weder redlich noch gesund“ gewesen sei. Für diese Vergehen wurde Kleutgen am 18. Februar 1862 als Häretiker verurteilt, woraufhin er feierlich abschwor. Er wurde für zwei Jahre aus Rom verbannt und ging in das Gästehaus Galloro der Jesuiten bei Ariccia. Die Zeit nutzte er, um an seinem Hauptwerk Theologie der Vorzeit weiterzuarbeiten. Bereits in der Verbannung arbeitete er eng mit Kardinal Karl August von Reisach zusammen. Im Oktober 1863 wurde er begnadigt, kehrte nach Rom zurück und nahm dort seine Lehrtätigkeit am Collegium wieder auf.

## Heutige Bewertung
Nach Wilhelm Baum spielte Kleutgen eine maßgebliche Rolle bei der „Festlegung der katholischen Theologie auf die Scholastik im nachtridentinischen Verständnis“ und in der Ablehnung etwa der Tübinger Schule.
Hubert Wolf bezichtigt Kleutgen, auf unredliche Weise die Neuscholastik in der Weltkirche zu einflussreicher Position gebracht und u. a. Maria Luisa Ridolfi zu einem himmlischen Marienbrief inspiriert zu haben, um seinen theologischen Hauptopponenten innerhalb der Gesellschaft Jesu als Homosexuellen zu diskreditieren und auszuschalten.
Maßgeblich verantwortlich dafür macht Wolf die Persönlichkeit Kleutgens, die durch schwere persönliche Niederlagen geprägt worden sei. Seine Kindheit sei durch Krankheiten bestimmt gewesen, seine Familie habe ihn enttäuscht, als ein Halbbruder wegen sittlichen Fehlverhaltens aus dem Noviziat bei den Jesuiten entlassen wurde. Ein weiterer Bruder wurde Priester, konvertierte dann aber zum Protestantismus und wurde lutherischer Pfarrer in Kleutgens Heimatstadt Dortmund. Die Verurteilung als Häretiker hätte Kleutgen dann nicht mehr verkraftet, wobei unter seinen Verfehlungen neben solchen, die seiner durchaus mystisch geprägten Theologie entsprachen, eben mit der Verletzung des Beichtgeheimnisses und den sexuellen Beziehungen schwere Verstöße waren, die gerade mit seiner Sittenstrenge nicht vereinbar waren.

## Schriften (Auswahl)
- Ars dicendi. Priscorum potissimum praeceptis et exemplis illustrata. Marietti, Turin 1885. (Zuerst Salviucci, Rom 1847.)
- Das Evangelium des heiligen Matthäus nebst einer Abhandlung über das Wunderbare. Nach seinem innern Zusammenhang in Kürze erklärt. Herder, Freiburg 1882.
- Die Ideale und ihre wahre Verwirklichung. Ein Wort zum Verständnis der deutschen Classiker. Hamacher, Frankfurt/M. 1868. (Digitalisat)
- Institutiones theologicae in usum scholarum. T. 1: Praeter introductionem continens partem primam quae est de ipso Deo. Pustet, Regensburg 1881.
- Kleinere Werke. (5 Bände) Theissing Verlag, Münster 1869–1880.

1. Leben frommer Diener und Dienerinnen Gottes. Theissing, Münster 1854. (Aus: Münstersches Sonntags-Blatt)
2. Briefe aus Rom. Theissing, Münster 1869.
3. Über die alten und neuen Schulen. Kirchheim, Schott & Thielmann, Mainz 1846.
4. Predigten 1. Pustet, Regensburg 1873. (Kleinere Werke 4)
5. Predigten 2. Pustet, Regensburg 1874. (Digitalisat)

- Die oberste Lehrgewalt des römischen Bischofs. Groppe, Trier 1870. (Digitalisat)
- Philosophie der Vorzeit verteidigt. (2 Bände)  Theissing, Münster 1860. (Digitalisat Band 1), (Band 2 1864) Verlag Minerva, Frankfurt/M. 1974 (Repr. d. Ausg. Innsbruck 1878).
- Die Theologie der Vorzeit verteidigt. Vier Bände (in fünf). Theissing Verlag, Münster 1860–1873. – Als Beilagen zur Theologie der Vorzeit erschienen:

1. Über die Verurtheilung des Ontologismus durch den Hl. Stuhl. 1868.
2. Zu meiner Rechtfertigung. Theissing, Münster 1868. (Digitalisat 2. Heft)
3. Vom intellectus agens und den angebornen Ideen. Zur Lehre vom Glauben. 1875.

- Über die Einheit der Person Jesu Christi. In: Der Katholik. Zeitschrift für katholische Wissenschaft und kirchliches Leben/2. Folge. Jg. 49 (1869), S. 166–193, 286–312, 404–427, 525–541, 641–679.
- Über die Verfolgung der Kirche in unseren Tagen. 3 Reden. Herder, Freiburg/B. 1866.
- Über die Wünsche, Befürchtungen und Hoffnungen im Betreff der bevorstehenden Kirchenversammlung. Theissing, Münster 1869.